# IK Start
Idrettsklubben Start – norweski klub piłkarski z miasta Kristiansand, założony w 1905 roku, grający w 1. divisjon.

Poprzednie logo IK Start obowiązujące do 2017. Wyjazdowy komplet strojów był w kolorze niebieskim, takim jak na logotypie.

## Sukcesy
- Eliteserien
  - mistrzostwo (2): 1978, 1980
  - wicemistrzostwo (1): 2005
- 1. divisjon
  - mistrzostwo (4): 1968, 1972, 2004, 2012

## Europejskie puchary
Legenda do wszystkich tabel:
- Q – runda eliminacyjna, 1/16, 1/8, 1/4, 1/2 – odpowiednia faza rozgrywek, Grupa – runda grupowa, 1r gr – pierwsza runda grupowa, 2r gr – druga runda grupowa, F – finał, R – runda, PO – play-off
- k. – rzuty karne, los. – losowanie, Dogr. – dogrywka, w. – zasada bramek strzelonych na wyjeździe

| Sezon   | Rozgrywki     | Runda | Klub                | Dom | Wyjazd | Ogólnie       |
| ------- | ------------- | ----- | ------------------- | --- | ------ | ------------- |
| 1974/75 | Puchar UEFA   | 1R    | Djurgårdens IF      | 1–2 | 0–5    | 1–7           |
| 1976/77 | Puchar UEFA   | 1R    | Wacker Innsbruck    | 0–5 | 1–2    | 1–7           |
| 1977/78 | Puchar UEFA   | 1R    | Fram                | 6–0 | 2–0    | 8–0           |
| 1977/78 | Puchar UEFA   | 2R    | Eintracht Brunszwik | 1–0 | 0–4    | 1–4           |
| 1978/79 | Puchar UEFA   | 1R    | Esbjerg fB          | 0–0 | 0–1    | 0–1           |
| 1979/80 | Puchar Europy | 1R    | RC Strasbourg       | 1–2 | 0–4    | 1–6           |
| 1981/82 | Puchar Europy | 1R    | AZ Alkmaar          | 1–3 | 0–1    | 1–4           |
| 2006/07 | Puchar UEFA   | 1Q    | Skála ÍF            | 3–0 | 1–0    | 4–0           |
| 2006/07 | Puchar UEFA   | 2Q    | Drogheda United     | 1–0 | 0–1    | 1–1, k: 11–10 |
| 2006/07 | Puchar UEFA   | 1R    | AFC Ajax            | 2–5 | 0–4    | 2–9           |

## Skład na sezon 2018
| Nr | Poz. | Piłkarz                |
| -- | ---- | ---------------------- |
| 1  | BR   | Håkon Opdal            |
| 2  | OB   | Elliot Käck            |
| 3  | OB   | Espen Hammer Berger    |
| 4  | PO   | Aremu Afeez            |
| 5  | PO   | Adnan Hadzic           |
| 6  | OB   | Simon Larsen (kapitan) |
| 7  | NA   | Kevin Kabran           |
| 8  | NA   | Lars-Jørgen Salvesen   |
| 9  | NA   | Daniel Aase            |
| 10 | PO   | Tobias Christensen     |
| 11 | NA   | Aron Sigurðarson       |
| 14 | PO   | Espen Børufsen         |
| 15 | OB   | Henrik Robstad         |

| Nr | Poz. | Piłkarz                    |
| -- | ---- | -------------------------- |
| 16 | PO   | Andreas Hollingen          |
| 17 | PO   | Guðmundur Andri Tryggvason |
| 18 | PO   | Isaac Twum                 |
| 19 | PO   | Kasper Skaanes             |
| 20 | NA   | Mathias Bringaker          |
| 21 | PO   | Niklas Sandberg            |
| 22 | NA   | Kristján Flóki Finnbogason |
| 23 | PO   | Erlend Segberg             |
| 26 | BR   | Jonas Deumeland            |
| 27 | OB   | Eirik Wichne               |
| 31 | OB   | Damion Lowe                |
| 45 | BR   | Benjamin Boujar            |